# Martin Freeman
Martin John Christopher Freeman (Aldershot, 8 settembre 1971) è un attore britannico.
È principalmente noto per i ruoli di Tim Canterbury nella serie televisiva The Office, di Bilbo Baggins nella trilogia de Lo Hobbit, di John Watson nella serie televisiva Sherlock e di Everett Ross nel Marvel Cinematic Universe.

## Biografia
Figlio di genitori separati, Martin Freeman restò con il padre fino alla morte di quest'ultimo nel 1982. Dopo una lunga gavetta televisiva si fa notare nella serie televisiva The Office, nella quale interpreta Tim Canterbury. Grazie alla notorietà acquisita comincia a ottenere ruoli per il cinema, dal film demenziale con Sacha Baron Cohen Ali G (2002) sino a Love Actually - L'amore davvero (2003). Lavora con Simon Pegg e Edgar Wright ne L'alba dei morti dementi (2004), in Hot Fuzz (2007) e ne La Fine del Mondo (2013). È noto anche per il ruolo di Arthur Dent in Guida galattica per autostoppisti (2005), ha fatto parte del cast del film di Anthony Minghella Complicità e sospetti (2006) e ha partecipato a Confetti (2006). 
Nel 2007 recita in Dedication di Justin Theroux e in The Good Night di Jake Paltrow, esordio alla regia del fratello della più nota Gwyneth. Nel 2010 gli viene affidata la parte del Dottor Watson nella serie televisiva Sherlock, prodotta dalla BBC. Il co-ideatore della serie, Mark Gatiss, ha rivelato che la ricerca dell'interprete per il Dottor Watson ha richiesto molto tempo: inizialmente era stato scelto Matt Smith, poi sostituito appunto da Freeman, che per la sua interpretazione si aggiudica un BAFTA come miglior attore non protagonista e ottiene numerose critiche positive. 
Il ruolo di Bilbo Baggins nei tre adattamenti del romanzo fantasy di J. R. R. Tolkien Lo Hobbit (Lo Hobbit - Un viaggio inaspettato, Lo Hobbit - La desolazione di Smaug e Lo Hobbit - La battaglia delle cinque armate, usciti rispettivamente nel 2012, 2013 e 2014) gli vale un notevole successo. Inizialmente Freeman aveva dovuto rinunciare alla parte per vincoli contrattuali legati alla seconda stagione di Sherlock, ma la disponibilità del regista Peter Jackson a modificare il programma delle riprese della trilogia gli ha consentito di partecipare a entrambi i progetti. Nel 2013 partecipa al doppiaggio del film d'animazione Il segreto di Babbo Natale.
Nel 2014 interpreta il protagonista Lester Nygaard nella mini-serie TV Fargo e il 25 agosto vince l'Emmy Award come miglior attore non protagonista in una miniserie TV per Sherlock. Nel 2016 interpreta la parte di Everett Ross nel film Captain America: Civil War appartenente al Marvel Cinematic Universe. Sempre nello stesso anno entra nel cast della serie tv StartUp, interpretando il ruolo di un agente del FBI. Nel 2018 torna a interpretare Everett Ross nel film Black Panther. Nel 2019 affianca Diane Kruger in The Operative - Sotto copertura e nel 2024 Jenna Ortega in Miller's Girl.

## Vita privata
Freeman viveva nella contea di Hertfordshire con Amanda Abbington, sua compagna dal 2000, da cui in seguito si è separato. La coppia ha lavorato insieme in svariate produzioni, tra cui Sherlock, in cui Abbington interpreta Mary, moglie di Watson. Hanno un figlio, Joe, nato nel 2006, e una figlia, Grace, nata nel 2008
Vegetariano per più di 30 anni, ha recentemente dichiarato di essere ritornato alla dieta onnivora. Si ritiene inoltre un cattolico, anche se ha confessato di non aver mai avuto un rapporto facile con la sua religione.

## Filmografia

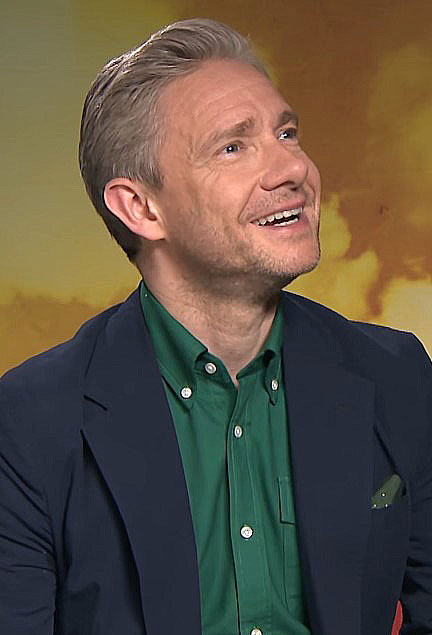
Martin Freeman nel 2016

### Cinema
- The Low Down, regia di Jamie Thraves (2000)
- Ali G (Ali G Indahouse), regia di Mark Mylod (2002)
- Love Actually - L'amore davvero (Love Actually), regia di Richard Curtis (2003)
- L'alba dei morti dementi (Shaun of the Dead), regia di Edgar Wright (2004)
- Guida galattica per autostoppisti (The Hitchhiker's Guide to the Galaxy), regia di Garth Jennings (2005)
- Long Hot Summer, regia di Matt Hilliard-Forde (2006)
- Confetti, regia di Debbie Isitt (2006)
- Complicità e sospetti (Breaking and Entering), regia di Anthony Minghella (2006)
- Dedication, regia di Justin Theroux (2007)
- The Good Night, regia di Jake Paltrow (2007)
- Hot Fuzz, regia di Edgar Wright (2007)
- The All Together, regia di Gavin Claxton (2007)
- Nightwatching, regia di Peter Greenaway (2007)
- Nativity - La recita di Natale (Nativity!), regia di Debbie Isitt (2009)
- Wild Target, regia di Jonathan Lynn (2010)
- Swinging with the Finkels, regia di Jonathan Newman (2011)
- (S)Ex List (What's Your Number?), regia di Mark Mylod (2011)
- Animals, regia di Marçel Forés (2012)
- Lo Hobbit - Un viaggio inaspettato (The Hobbit: An Unexpected Journey), regia di Peter Jackson (2012)
- La fine del mondo (The World's End), regia di Edgar Wright (2013)
- Svengali, regia di John Hardwick (2013)
- Lo Hobbit - La desolazione di Smaug (The Hobbit: The Desolation of Smaug), regia di Peter Jackson (2013)
- Lo Hobbit - La battaglia delle cinque armate (The Hobbit: The Battle of the Five Armies), regia di Peter Jackson (2014)
- The Jam: About the Young Idea, regia di Bob Smeaton – documentario (2015)
- Captain America: Civil War, regia di Anthony e Joe Russo (2016)
- Whiskey Tango Foxtrot, regia di Glenn Ficarra e John Requa (2016)
- Cargo, regia di Ben Howling e Yolanda Ramke (2017)
- Ghost Stories, regia di Jeremy Dyson e Andy Nyman (2017)
- Black Panther, regia di Ryan Coogler (2018)
- The Operative - Sotto copertura (The Operative), regia di Yuval Adler (2019)
- Ode to Joy, regia di Jason Winer (2019)
- Black Panther: Wakanda Forever, regia di Ryan Coogler (2022)
- Miller's Girl, regia di Jade Halley Bartlett (2024)

### Televisione
- Metropolitan Police (The Bill) – serie TV, un episodio (1997)
- This Life – serie TV, un episodio (1997)
- Casualty – serie TV, un episodio (1998)
- Picking Up the Pieces – serie TV, un episodio (1998)
- Bruiser – serie TV, 6 episodi (2000)
- Lock, Stock... – serie TV, 2 episodi (2000)
- Black Books – serie TV, un episodio (2000)
- Men Only, regia di Peter Webber – film TV (2001)
- World of Pub – serie TV, 5 episodi (2001)
- The Office – serie TV, 14 episodi (2001-2003)
- Helen West – serie TV, 3 episodi (2002)
- Linda Green – serie TV, un episodio (2002)
- The Debt, regia di Jon Jones – miniserie TV (2003)
- Margery and Gladys, regia di Geoffrey Sax – film TV (2003)
- Carlo II - Il potere e la passione (Charles II: The Power and The Passion), regia di Joe Wright – miniserie TV (2003)
- Hardware – serie TV, 12 episodi (2003-2004)
- Ti presento i Robinson (The Robinsons) – serie TV, 6 episodi (2005)
- Comedy Showcase – serie TV, un episodio (2007)
- The Old Curiosity Shop, regia di Brian Percival – film TV (2007)
- Boy Meets Girl, regia di Alrick Riley – miniserie TV (2009)
- Micro Men, regia di Saul Metzstein – film TV (2009)
- Sherlock – serie TV, 13 episodi (2010-2017)
- Fargo – serie TV, 10 episodi (2014)
- The Eichmann Show - Il processo del secolo (The Eichmann Show), regia di Paul Andrew Williams – film TV (2015)
- StartUp – serie TV, 20 episodi (2016-2017)
- Breeders – serie TV, 40 episodi (2020-2023)
- The Responder – serie TV, 11 episodi (2022-in corso)
- Secret Invasion, regia di Ali Selim – miniserie TV (2023)

### Doppiatore
- Pirati! Briganti da strapazzo (The Pirates! Band of Misfits), regia di Peter Lord (2012)
- Il segreto di Babbo Natale (Saving Santa), regia di Leon Joosen e Aaron Seelman (2013)
- DuckTales – serie TV animata, episodio 3x21 (2021)

## Teatrografia parziale
- Volpone di Ben Jonson, regia di Matthew Warchus. National Theatre di Londra (1995)
- Madre Coraggio e i suoi figli di Bertolt Brecht, regia di Jonathan Kent. National Theatre di Londra (1995)
- La donna in nero di Stephen Malatratt, regia di Robin Herford. Fortune Theatre di Londra (1997)
- Clybourne Park di Bruce Norris, regia di Dominic Cooke. Royal Court Theatre di Londra (2010)
- Riccardo III di William Shakespeare, regia di Jamie Lloyd. Trafalgar Studios di Londra (2014)
- Labour of Love di James Graham, regia di Jeremy Herrin. Noël Coward Theatre di Londra (2017)
- Il calapranzi di Harold Pinter, regia di Jamie Lloyd. Harold Pinter Theatre di Londra (2019)

## Riconoscimenti
- Golden Globe:
  - 2015 – Candidatura come miglior attore in una miniserie o film per la televisione per Fargo
- British Academy Television Awards
  - 2011 – Miglior attore non protagonista per Sherlock
- Emmy Awards:
  - 2012 – Candidatura come migliore attore non protagonista in un film o miniserie tv per Sherlock
  - 2014 – Migliore attore non protagonista in un film o miniserie tv per Sherlock
  - 2014 – Candidatura come migliore attore protagonista in un film o miniserie tv per Fargo
  - 2023 – Migliore attore protagonista in un film o miniserie tv per The Responder
- Empire Awards
  - 2014 – Candidatura come migliore attore per Lo Hobbit - La desolazione di Smaug
- MTV Movie Awards[16][17]
  - 2012 – Migliore eroe per Lo Hobbit - Un viaggio inaspettato
  - 2014 – Candidatura come migliore eroe per Lo Hobbit - La desolazione di Smaug
  - 2015 – Candidatura come migliore eroe per Lo Hobbit - La battaglia delle cinque armate

## Doppiatori italiani
Nelle versioni in italiano delle opere in cui ha recitato, Martin Freeman è stato doppiato da:
- Fabrizio Vidale in Lo Hobbit - Un viaggio inaspettato, Lo Hobbit - La desolazione di Smaug, Lo Hobbit - La battaglia delle cinque armate, Fargo, Ghost Stories, Breeders
- Roberto Certomà in Hot Fuzz, Captain America: Civil War, Black Panther, Black Panther: Wakanda Forever, Secret Invasion
- Christian Iansante in Sherlock, Whiskey Tango Foxtrot, Cargo, The Responder
- Nanni Baldini in Ali G, Love Actually - L'amore davvero, (S)Ex List
- Massimo De Ambrosis in Guida galattica per autostoppisti, Complicità e sospetti, StartUp
- Gabriele Lopez in Lock, Stock..., Confetti
- Andrea Lavagnino in Nativity! - La recita di Natale, La fine del mondo
- Giorgio Bonino in Ti presento i Robinson
- Stefano Billi in The Office
- Gianni Bersanetti in Carlo II - Il potere e la passione
- Andrea Ward in The Good Night
- Edoardo Nordio in Wild Target
- Franco Mannella in The Eichmann Show - Il processo del secolo
- Alberto Bognanni in The Operative - Sotto copertura
- Sandro Acerbo in Miller's Girl

Da doppiatore è sostituito da:
- Nanni Baldini in Due cuccioli nella savana
- Fabrizio Vidale in Pirati! Briganti da strapazzo
- Simone D'Andrea ne Il segreto di Babbo Natale
- Massimiliano Manfredi in Fargo (ep. 2x09)
- Pino Ammendola in DuckTales